# Łyżwiarstwo figurowe na Zimowej Uniwersjadzie 2015 – pary sportowe
Łyżwiarstwo figurowe na Zimowej Uniwersjadzie 2015 – pary sportowe – rywalizacja w jednej z konkurencji łyżwiarstwa figurowego – parach sportowych rozgrywanej na Zimowej Uniwersjadzie 2015 odbyła się 4 i 5 lutego w hali Universiade Igloo w Grenadzie.

## Wyniki

### Program krótki
| Poz. | Zawodnicy                             | Reprezentacja | TSS   | Elementy oceny | Elementy oceny | Elementy oceny | Elementy oceny | Elementy oceny | Elementy oceny | Elementy oceny | Elementy oceny | Nbr. |
| Poz. | Zawodnicy                             | Reprezentacja | TSS   | TES            | PCS            | SS             | TR             | PE             | CH             | IN             | Ded            | Nbr. |
| ---- | ------------------------------------- | ------------- | ----- | -------------- | -------------- | -------------- | -------------- | -------------- | -------------- | -------------- | -------------- | ---- |
| 1    | Yu Xiaoyu / Jin Yang                  | Chiny         | 64.75 | 35.33          | 29.42          | 7.42           | 7.17           | 7.42           | 7.42           | 7.42           | 0.00           | 6    |
| 2    | Kristina Astachowa / Aleksiej Rogonow | Rosja         | 59.88 | 32.40          | 27.48          | 6.58           | 6.75           | 6.92           | 6.92           | 7.17           | 0.00           | 1    |
| 3    | Wiera Bazarowa / Andriej Dieputat     | Rosja         | 59.07 | 31.13          | 27.94          | 7.25           | 6.67           | 7.00           | 7.08           | 6.92           | 0.00           | 2    |
| 4    | Vanessa James / Morgan Ciprès         | Francja       | 57.28 | 29.80          | 27.48          | 7.17           | 6.75           | 6.67           | 7.00           | 6.75           | 0.00           | 3    |
| 5    | Wang Wenting / Zhang Yan              | Chiny         | 54.59 | 28.73          | 25.86          | 6.58           | 6.17           | 6.67           | 6.58           | 6.33           | 0.00           | 4    |
| 6    | Maryja Palakowa / Nikita Boczkow      | Białoruś      | 49.62 | 26.94          | 22.68          | 5.42           | 5.33           | 5.67           | 6.00           | 5.92           | 0.00           | 5    |

### Program dowolny
| Poz. | Zawodnicy                             | Reprezentacja | TSS    | Elementy oceny | Elementy oceny | Elementy oceny | Elementy oceny | Elementy oceny | Elementy oceny | Elementy oceny | Elementy oceny | Nbr. |
| Poz. | Zawodnicy                             | Reprezentacja | TSS    | TES            | PCS            | SS             | TR             | PE             | CH             | IN             | Ded            | Nbr. |
| ---- | ------------------------------------- | ------------- | ------ | -------------- | -------------- | -------------- | -------------- | -------------- | -------------- | -------------- | -------------- | ---- |
| 1    | Yu Xiaoyu / Jin Yang                  | Chiny         | 117.17 | 59.51          | 58.66          | 7.58           | 7.08           | 7.42           | 7.25           | 7.33           | -1.00          | 5    |
| 2    | Kristina Astachowa / Aleksiej Rogonow | Rosja         | 114.99 | 58.98          | 56.01          | 7.00           | 7.17           | 6.92           | 7.00           | 6.92           | 0.00           | 4    |
| 3    | Vanessa James / Morgan Ciprès         | Francja       | 110.91 | 55.24          | 56.67          | 7.25           | 7.08           | 6.92           | 7.00           | 7.17           | -1.00          | 2    |
| 4    | Wiera Bazarowa / Andriej Dieputat     | Rosja         | 104.79 | 47.32          | 57.47          | 7.33           | 6.92           | 7.00           | 7.42           | 7.25           | 0.00           | 6    |
| 5    | Wang Wenting / Zhang Yan              | Chiny         | 82.81  | 41.53          | 42.28          | 5.67           | 5.17           | 5.00           | 5.42           | 5.17           | -1.00          | 3    |
| 6    | Maryja Palakowa / Nikita Boczkow      | Białoruś      | 81.57  | 41.57          | 42.00          | 5.42           | 5.00           | 5.00           | 5.50           | 5.33           | -2.00          | 1    |

### Klasyfikacja końcowa
| Poz. | Zawodnicy                             | Reprezentacja | Nota łączna | SP | SP    | FS | FS     |
| ---- | ------------------------------------- | ------------- | ----------- | -- | ----- | -- | ------ |
| 01 ! | Yu Xiaoyu / Jin Yang                  | Chiny         | 181.92      | 1  | 64.75 | 1  | 117.17 |
| 02 ! | Kristina Astachowa / Aleksiej Rogonow | Rosja         | 174.87      | 2  | 59.88 | 2  | 114.99 |
| 03 ! | Vanessa James / Morgan Ciprès         | Francja       | 168.19      | 4  | 57.28 | 3  | 110.91 |
| 4    | Wiera Bazarowa / Andriej Dieputat     | Rosja         | 163.86      | 3  | 59.07 | 4  | 104.79 |
| 5    | Wang Wenting / Zhang Yan              | Chiny         | 137.40      | 5  | 54.59 | 5  | 82.81  |
| 6    | Maryja Palakowa / Nikita Boczkow      | Białoruś      | 131.19      | 6  | 49.62 | 6  | 81.57  |